# 島根県CMS
島根県CMS（しまねけんシーエムエス、Pref Shimane CMS）は、Ruby (Ruby on Rails) とPostgreSQLで開発された行政機関向けのコンテンツ管理システム (CMS)。開発企業は、株式会社ネットワーク応用通信研究所（以下「NaCl」）。
開発費用は5,773,000円、その後の機能追加費用は4,885,000円。
島根県は2008年2月14日、オープンソースソフトウエア (OSS) として無償公開した（ライセンスはGPL）。地方自治体が開発したCMSをOSSとして公開するのは国内初と言われている。

## 開発経緯
島根県庁による島根県CMS導入以前のホームページ運用体制は、ホームページコンテンツを各部局で企画しホームページ制作会社に対し企画書を紙に印刷して制作を依頼していた。2006年に職員自身がホームページの制作・管理が行えるシステムの導入を公開入札で募集したところ、NaClの案が採用され同社に開発が委託された。

## 特徴
- データベースにPostgreSQLを採用するなど、すべてオープンソースで構成されているためライセンス料が不要[5]。
- パソコンに詳しくない職員でもコンテンツの作成・編集が可能。
- 視覚障害者向けにアクセシビリティを向上させる機能を持つ。
  - ブラウザにプラグインをインストールすることなく、文字を音声合成して読み上げる機能（Galatea Projectの成果を利用）
  - 文字サイズ変更・ふりがな表示の有無・文字色反転の各種ボタンをホームページに配置

## 歴史
- 2006年、NaClにより開発され、島根県庁で運用を開始
- 2008年2月14日、島根県CMSソース バージョン1.0がOSSとして一般公開
- 2008年2月19日、島根県CMSソース バージョン1.0.1が公開
- 2008年2月20日、島根県CMSソース バージョン1.0.2が公開
- 2008年6月2日、操作マニュアル バージョン1.1が公開
- 2008年9月12日、島根県CMSソース バージョン1.1.0および島根県CMS オンラインヘルプデータ1.0.0が公開
- 2010年10月5日、島根県CMSソース バージョン1.2.0が公開